# Yūki Nagasato
Yūki Nagasato (jap. 永里 優季 Nagasato Yūki; ur. 15 lipca 1987) – japońska piłkarka, reprezentantka kraju. Obecnie występuje w 1. FFC Frankfurt.

## Kariera klubowa
Od 2001 do 2015 roku występowała w klubach NTV Beleza, Turbine Potsdam, Chelsea i Wolfsburg. Od 2015 roku gra w zespole Frankfurt.

## Kariera reprezentacyjna
W reprezentacji Japonii zadebiutowała w 2004. W sumie w reprezentacji wystąpiła w 125 spotkaniach.

### Sukcesy
- Igrzyska olimpijskie; 2008, 2012 (Srebro)
- Mistrzostwa świata; 2007, 2011 (Złoto), 2015 (Srebro)